# Браун, Пит
Питер Рональд «Пит» Браун (англ. Peter Ronald "Pete" Brown; 25 декабря 1940, Эшстед, Суррей — 19 мая 2023) — английский поэт-песенник и певец. Наиболее известен своим сотрудничеством с группой Cream (1966—1968), оказавшей большое влияние на развитие рок-музыки, заложившей фундамент блюз-рока и хард-рока конца 60-х — начала 70-х, а после её распада — с бывшим участником Джеком Брюсом. Браун также сотрудничал с Грэмом Бондом, писал сценарии для фильмов, сформировал музыкальные коллективы «Pete Brown & His Battered Ornaments» и «Pete Brown & Piblokto!».
Совместно с Джеком Брюсом им были написаны такие известные композиции группы Cream, как «Wrapping Paper», «I Feel Free», «White Room», «SWLABR», а в сотрудничестве с Брюсом и Клэптоном — знаменитая песня «Sunshine of Your Love». Впоследствии, после распада Cream, Браун продолжил сотрудничество с Брюсом, им были написаны тексты для большей части сольных альбомов Брюса.
Брауну принадлежат также тексты большинства композиций последнего альбома группы Procol Harum под названием Novum (2017).
Скончался 19 мая 2023 года на 83-м году жизни.

## Дискография
- A Meal You Can Shake Hands With in the Dark (Harvest, SHVL 752, June 1969)
- Things May Come and Things May Go but the Art School Dance Goes on Forever (Harvest, SHVL 768, 1970)
- Thousands on a Raft (Harvest, SHVL 782, 1970)
- Two Heads Are Better Than One (1972)
- The «Not Forgotten» Association (1973)
- My Last Band (Harvest, SHSM 2017, 1977)
- Party in The Rain (1982)
- The Land That Cream Forgot (Vintage, VIN 8031-2, 1996)
- Curly’s Airships (2000) (with Judge Smith)
- Ardours of the Lost Rake (2003)
- Coals to Jerusalem (2003)